# محمد شفیق
محمد شفیق (زاده: ۱۳۳۴ ولسوالی انجیل، ولایت هرات) سیاست‌مدار افغانستانی و نماینده مردم هرات در دوره پانزدهم مجلس نمایندگان افغانستان است.

## زندگی‌نامه
سید محمدموسی شفیق متولد ۱۳۳۴ از ولسوالی انجیل ولایت هرات افغانستان است. وی دارای مدرک تحصیلی لیسانس از شهر مکه است.

## دیگر فعالیت‌ها
- رئیس مخابرات ولایت هرات.[۱]